# 史店乡
史店乡，是中华人民共和国宁夏回族自治区中卫市海原县下辖的一个乡镇级行政单位。

## 行政区划
史店乡下辖以下地区：
米湾村、史店村、苍湾村、徐坪村、田拐村、大川村和前川村。